# Vinnie D'Angelo
Vinnie D'Angelo (Lansing, 10 dicembre 1977) è un attore pornografico statunitense, di origini italiane, che lavora in film pornografici gay.

## Biografia
Nato nel Michigan, di chiare origini italiane, la sua famiglia è lontana dall'Italia da tre generazioni. Lavora come attore pornografico per le più note case di produzione come Falcon Studios Raging Stallion, Titan Media e Hot House, esibendosi principalmente come attivo e a volte come versatile.
Oltre al lavoro di porno attore, è appassionato di programmazione e computer grafica, curando personalmente il suo sito ufficiale e il suo blog.
Nel corso della sua carriera ha preso parte a numerosi film hard, ricevendo di anno in anno candidature ai premi del settore.
Il 28 febbraio 2009, dopo sette nomination, vince un GayVN Award, per la miglior scena a due in The Drifter, assieme al fidanzato, il porno attore Logan McCree. Per la scena di The Drifter, il 23 maggio 2008 vince un Grabby Award.

## Premi

### Vinti
- David Award 2007 - Miglior attore statunitense[4]
- GayVN Award 2009 - Miglior scena di sesso a due (con Logan McCree)
- Grabby Award 2009 - Miglior scena di sesso a due (con Logan McCree)

### Candidature
- GayVN Award 2008 - Miglior attore in Gunnery Sgt. McCool
- GayVN Award 2008 - Miglior solo performance in Tough Stuff
- GayVN Award 2008 - Miglior scena a tre in Communion(con Steve Cruz e Matt Cole)
- Grabby Award 2008 - Miglior scena di eiaculazione in Gunnery Sgt. McCool
- Grabby Award 2008 - Miglior scena a due in Jockstrap (con Tyler Riggz)
- Grabby Award 2008 - Miglior performers
- Grabby Award 2008 - Miglior scena a tre in Communion

## Videografia parziale

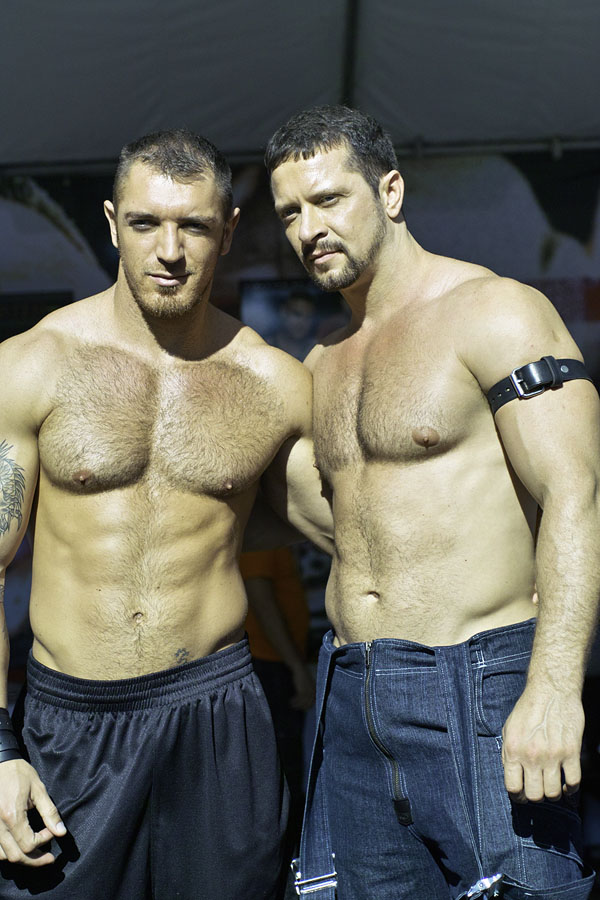
Vinnie D'Angelo con il collega Francesco D'Macho alla Folsom Street Fair 2007.

- Trunks 3 Plain Wrapped (Hothouse) (2006)
- Full Throttle (Hothouse) (2006)
- Gunnery Sergeant McCool (Titan Media) (2006)
- Trunks 4: White Heat (Hothouse Entertainment) (2007)
- Boiler (Titan Media) (2007)
- Gunnery Sergeant McCool 2 (Titan Media) (2007)
- Communion (Hothouse) (2007)
- Head Hunters, Inc. (Hothouse Entertainment) (2007)
- Hot House Backroom 2 (Hothouse Entertainment) (2007)
- Hot House Backroom 3 (Hothouse Entertainment) (2007)
- Jockstrap (Hothouse Entertainment) (2007)
- Verboten 2 (Hothouse Entertainment) (2007)
- Tough Stuff (Hothouse Entertainment) (2007)
- Unknown: Ghost Of A Chance (Channel 1 Releasing) (2008)
- Winter Heat (Falcon Studios) (2008)
- Workin' Hard (Falcon Studios) (2008)
- Paging Dr. Finger (Hothouse Entertainment) (2008)
- Folsom Prison (Titan Media) (2008)
- Hazzard Zone (Rascal Video) (2008)
- The Drifter (Raging Stallion) (2008)